# Fondue

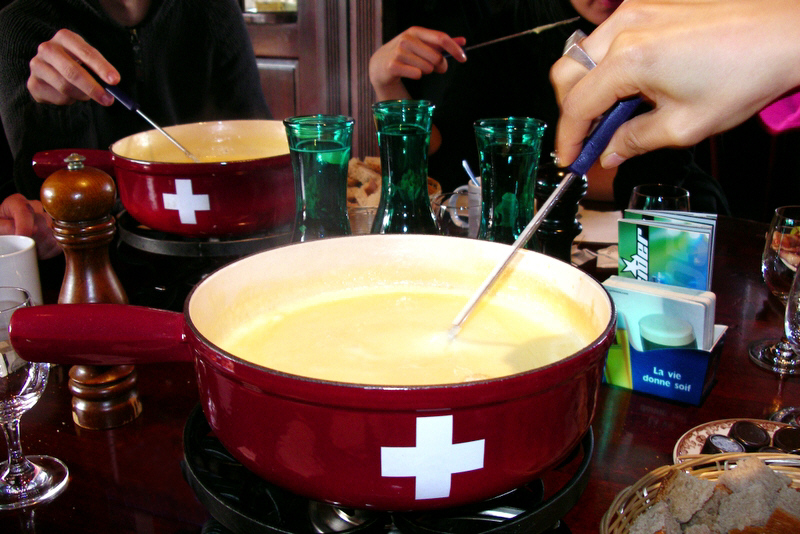
Fondue de queijo.

Fondue (fundida) é um prato de origem suíça, originalmente à base de queijo aquecido sobre uma lamparina, também conhecida como espiriteira ou rechaud, ou outra fonte de calor pouco intenso.

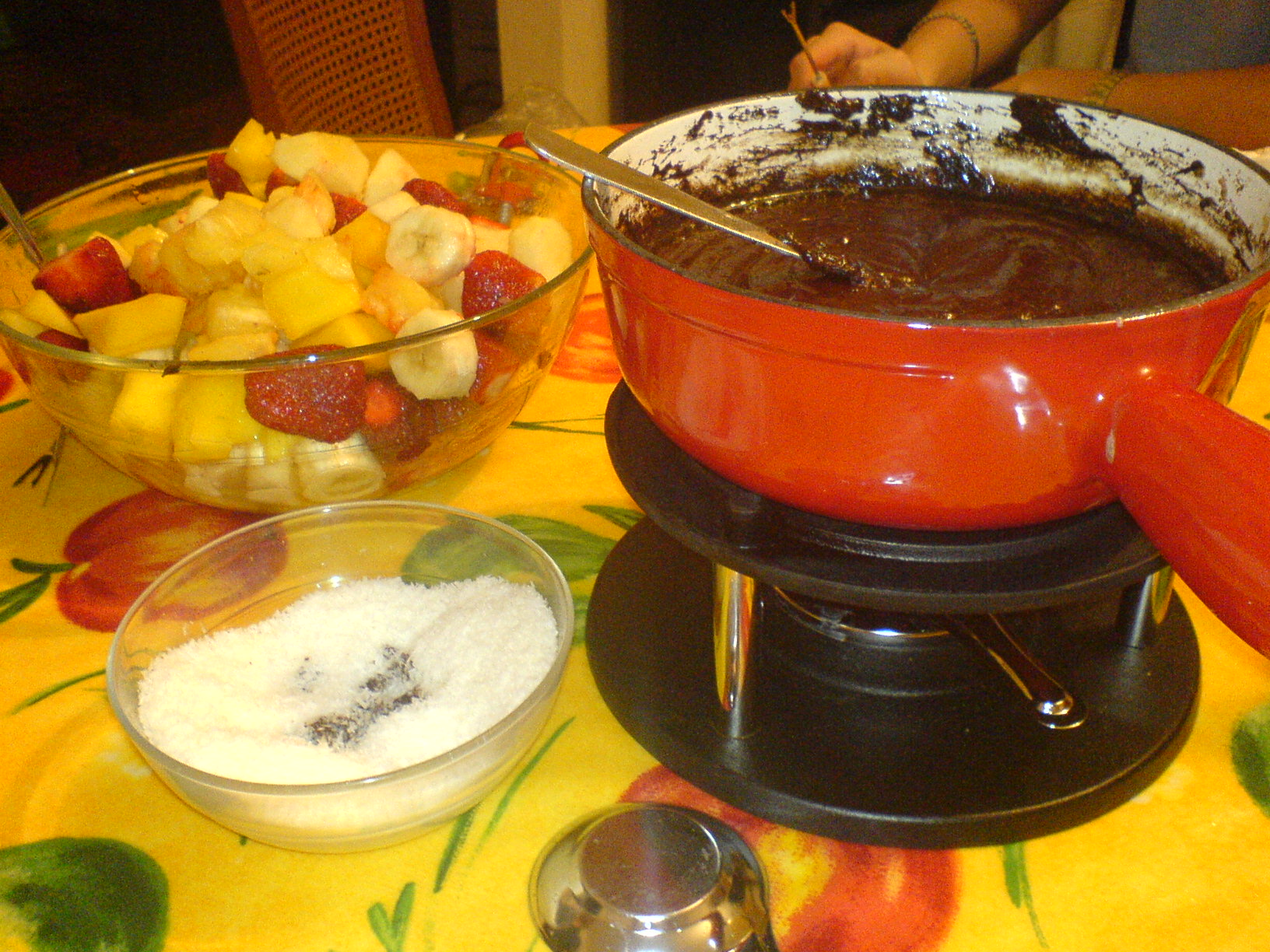
Fondue de chocolate.

Consiste basicamente em uma mistura de queijos (normalmente Gruyère e Emmental) fundidos com vinho (ou, como na receita original, a Kirschwasser alemã), que vai à mesa acompanhada de pedaços de pão, batatas noisettes e legumes cozidos, ou com a guarnição de sua preferência. Esses acompanhamentos devem ser mergulhados na fondue com um garfo comprido para ficarem cobertos com o queijo fundido.

## História
A região de origem da fondue não é totalmente conhecida, mas deve situar-se na região de Jura/Savoie, na fronteira franco-suíça. A receita mais antiga encontra-se num livro de cozinha escrito em Zurique em 1699.
Contrariamente à crença popular, não teria sido inventada por pessoas vivendo nos alpes suíços, pois nessa época o queijo usado na fondue era caro, o que significa que não estaria ao alcance da maior parte das pessoas vivendo nas montanhas. Assim, durante os séculos XVIII e XIX a fondue teria sido uma iguaria desfrutada apenas por pessoas mais ricas, vivendo nas cidades.
Na década de 1950 a fondue entrou nas cozinhas do exército suíço, tornando-se assim conhecida dos soldados, que levaram esta receita para suas casas. Até hoje, a preparação da fondue é considerada como uma "coisa de homem" na Suíça.
A iguaria ganhou fama internacional na década de 50, quando o chefe Conrad Egli, do restaurante Chalet Suísse, em Nova Iorque, passou a servir o prato. Para complementar, criou a fondue de chocolate, que servia de sobremesa.
Dentro da região Jura/Savoie fica a cidade de La Chaux-de-Fonds que diz ser o berço do fondue de queijo. Esta cidade é conhecida essencialmente pela manufatura de relógios.

## Variações

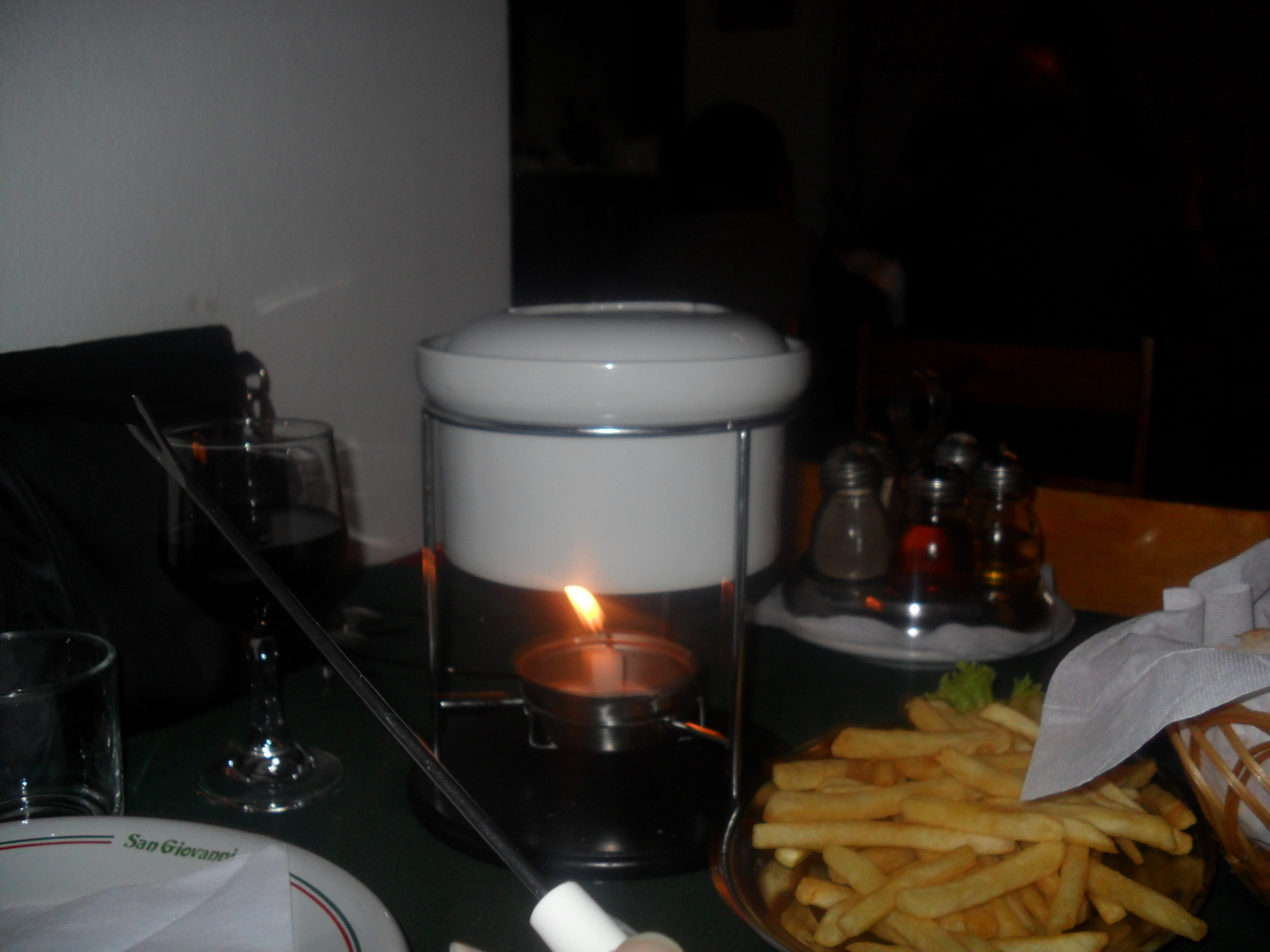
Fondue em Campos do Jordão

Além da fondue de queijo, existem algumas outras variações, como a fondue de chocolate e carne, a fondue chinesa (fondue chinoise), feita à base de carnes, peixes e legumes, fervidos num caldo de carne com diversas especiarias, a japonesa (sukiyaki) e a vietnamita.

### Fondue chinês
O fondue chinês, conhecido em inglês como “hot pot”, é uma “festa-ao-vapor” com mais de mil anos de história. Segundo a tradição, esta refeição é originária da Mongólia, ganhou popularidade durante a dinastia Tang (628-907) e tornou-se a “comida imperial” no século XVII, durante a dinastia Qing, ainda com o ingrediente original dos mongois, o borrego.

#### Fondue mongol e mandarim
A carne de borrego sem ossos é cortada em fatias quase tão finas como papel; é servida com um molho que inclui pasta de gergelim, molho de soja, óleo de malagueta, cebolinho, vinho de arroz, molho de camarão, vinagre e salsa chinesa. O “hot pot” tradicional não se considera completo sem tofu, panquecas de gergelim e couve chinesa. O melhor restaurante para “hot pot” em Beijing é o Donglaishun, onde o caldo inclui cogumelos e camarão seco, ao gosto mandarim.

#### Fondue de Sichuan
Ao contrário dos aristocratas mandarins, o fondue de Sichuan sempre foi uma comida de gente simples, picante e temperada. O caldo é aromatizado com malagueta, açúcar-cristal e vinho; os ingredientes para cozer incluem rins, peito de galinha, tripa de vaca e de ganso, cebolinho, rebentos de soja, cogumelos, enguia, pato e holotúria.

#### T’a pin lou de Macau
“Comer à beira do fogareiro” é como se pode traduzir esta expressão do “fondue” macaense, enquanto que o fogareiro é conhecido como “fó-vó”, tradicionalmente a carvão e acomodado num buraco no centro da mesa. À volta do fó-vó, com uma panela (originalmente de barro) onde ferve lentamente água ou um caldo simples (de ossos, depois coado), são colocadas tigelinhas individuais, com “fai-chis” (pauzinhos), colheres de cerâmica e “cestinhas” (colheres de rede) para cada conviva cozer os ingredientes que escolher; e pratinhos com bifinhos de carne de vaca, de porco, de fígado e rins de porco, filetes de peixe, camarões, lulas, alface, grelos, agrião, espinafre, tofu (localmente “tau-fu”), ovos, aletria de feijão-mungo cozida, gengibre em palitos, cebolinho, coentro e molhos de soja, de malagueta e de mostarda. Os ovos podem ser batidos individualmente nas tijelinhas, para passar a carne ou outro ingrediente, antes ou depois de cozer, ou escalfados dentro do cestinho. O t’a pin lou pode ser servido com arroz branco, ou com carnes frias ou ovos salgados. No final da refeição, o caldo, já bem temperado, pode ser também consumido.

### Fondue vietnamita
Fondue vietnamita ou “bỏ nhúng dấm” (literalmente “carne-de-vaca-em-vinagre”) é uma preparação em que se coloca na mesa uma panela com um caldo sobre uma fonte de calor, onde os comensais vão cozinhando os ingredientes colocados à parte, incluindo carne de vaca finamente cortada, camarões, lulas e pequenos polvos, e servindo-se com ananás, massa de arroz já cozida, “papel-de-arroz”, ervas aromáticas e molhos, como “mắm nêm” (pasta de peixe fermentado), “nước mắm chấm” (molho de peixe) ou molho de soja (nước tương chấm).